# Monte Cosfrone
Il monte Cosfrone (1.667 m s.l.m.) è una montagna dell'appennino ligure, posta sullo spartiacque tra la val Curone e la val Borbera, in provincia di Alessandria.

## Collocazione
La vetta, posta a poca distanza dal monte Ebro, si trova sul confine tra i territori comunali di Cabella Ligure a sud e Fabbrica Curone a nord. Sulla cartografia IGM 1:25.000 è indicato come monte Oserone; sulla cartografia IGM 1:100.000 è riportato solo un punto quotato 1.661 m.. La cartografia tecnica regionale piemontese lo indica come "monte Coserone". Sulla cartografia turistica e su molte guide è riportato invece il corretto toponimo "Cosfrone".

## Accesso
La vetta può essere raggiunta partendo da Pobbio superiore (m 1132), in val Borbera, superando 537 m di dislivello: l'itinerario dettagliato è stato descritto su Alpennino, periodico intersezionale CAI della provincia di Alessandria.